# Dorothea Sophie Danneskiold-Laurvig
Dorothea Sophie von Holstein, grevinde Danneskiold-Laurvig ved ægteskab (født 15. oktober 1713 i København, Danmark, død 9. juli 1766 i København, Danmark). Dorothea Sophie von Holstein giftede sig med greve Christian Conrad Danneskiold-Laurvig. Sammen fik de døtrene Anna Sophia Danneskiold-Laurvig, baronesse von Bülow ved ægteskab og Juliane Sophie Danneskiold-Laurvig, grevinde Holck ved ægteskab.
Dorothea Sophie Danneskiold-Laurvig er datter af Christian Frederik von Holstein og Bertha Scheel von Holstein.
Grevinde Dorothea Sophie Danneskiold-Laurvig havde 13 søskende;  Bertha von Holstein, Niels Rosekrantz von Holstein, Adam Christoph von Holstein, grevinde Christina Catharina Danneskiold-Samsøe, Carl von Holstein, Sophie Hedevig von Holstein, Ulrich von Holstein, Joachim von Holstein, Ulrik Adolph von Holstein (døde 5 dage efter fødsel, vuggedød), Christian Frederik von Holstein, Conrad von Holstein, Frederik Christian von Holstein og Anna Magdalina von Holstein (døde 7 uger efter fødsel). 